# Pátyod
Pátyod là một thị trấn thuộc hạt Szabolcs-Szatmár-Bereg, Hungary. Thị trấn này có diện tích 9,05 km², dân số năm 2010 là 661 người, mật độ 73 người/km².